# Кязим Йозалп
Кязим Фикри Йозалп (на турски: Kâzım Fikri Özalp) е османски офицер и генерал от турската армия.

## Биография
Роден е през 1880 г. в град Велес в албанско семейство. Завършва през 1902 г. военно училище, а през 1905 г. военен колеж. Участва в контрапреврата на Абдул Хамид II. По време на Балканските войни е командир. През 1917 г. става полковник. Йозалп е сред командирите, които организират групи на съпротива срещу окурацията на Измир. Участва активно в Гръцко-турската война от 1919-1922 г. След битката при Сакаря е повишен в чин генерал.
Депутат е в Събранието на Република Турция, а от 1921 до 1925 г. и от 1935 до 1939 г. е министър на отбраната. В периода 1924-1935 е председател на парламента на Република Турция. През 1950 г. отново е депутат от провинция Ван. През 1954 г. се оттегля от активната политика. Смята се, че е бил бекташ поради съпротивата му към затварянето на центровете на бекташите.